# پرینت سه‌بعدی در ساختمان‌سازی

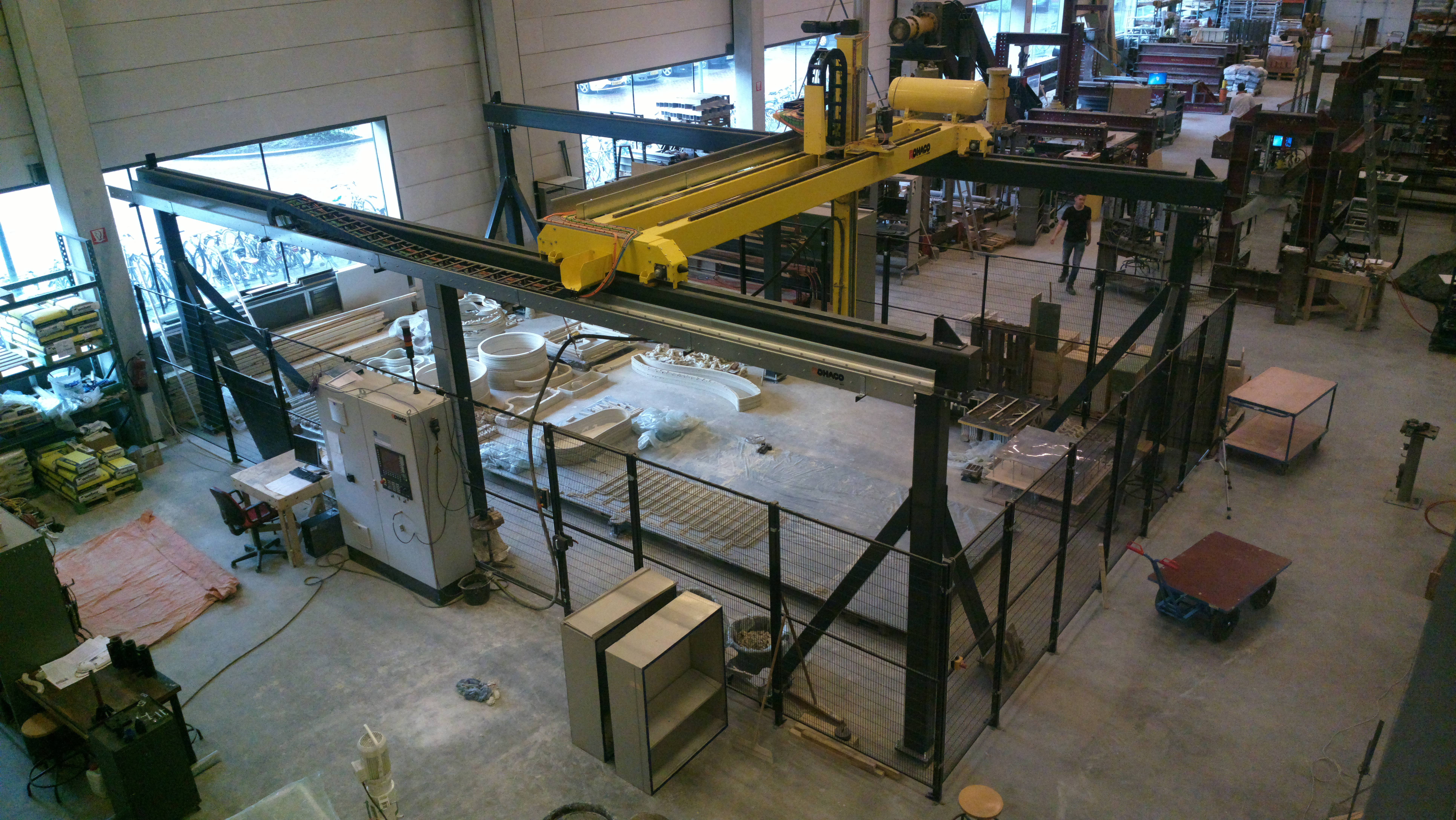
پرینت سه‌بعدی در ساختمان‌سازی

پرینت سه‌بعدی در ساختمان‌سازی (به انگلیسی: Construction 3D Printing) یا به اختصار c3Dp به فناوری‌های مختلفی اشاره دارد که از چاپ سه بعدی به عنوان یک روش اصلی برای ساخت ساختمانها یا اجزای ساختمانی استفاده می‌کنند. از اصطلاحات جایگزین نیز استفاده می‌شود، مانند ساخت افزودنی، سیستم ساخت خودکار رباتیک (ARCS) , تولید افزودنی در مقیاس بزرگ (LSAM) یا ساخت و ساز آزاد (FC) استفاده می‌شود.
روشهای چاپ سه بعدی در مقیاس ساخت و ساز مورد استفاده قرار می‌گیرد که اصلی‌ترین آنها اکستروژن (بتن / سیمان، موم، کف، پلیمرها)، اتصال پودر (پیوند پلیمری، پیوند واکنشی، پخت) و جوشکاری افزودنی است. چاپ سه بعدی در مقیاس ساخت و ساز کاربردهای بسیار متنوعی را در بخشهای خصوصی، تجاری، صنعتی و دولتی خواهد داشت. از مزایای بالقوه این فناوری‌ها می‌توان به ساخت سریعتر، هزینه کار کمتر، افزایش پیچیدگی و / یا دقت، ادغام بیشتر عملکرد و ضایعات کمتر تولید شده اشاره کرد.
تاکنون تعدادی از رویکردهای مختلف نشان داده شده‌است که شامل ساخت داخل و خارج ساختمان ساختمانها و اجزای ساختمانی، استفاده از ربات‌های صنعتی، سیستم‌های دروازه ای و وسایل نقلیه خودکار وابسته است. نمایش فناوری‌های چاپ سه بعدی ساخت و ساز تا به امروز شامل ساخت مسکن، اجزای ساختمانی (روکش و صفحات ساختاری و ستون‌ها)، پل‌ها و زیرساخت‌های عمرانی، صخره‌های مصنوعی، احمقانه‌ها و مجسمه‌ها است. این فناوری در سالهای اخیر با افزایش قابل توجهی محبوبیت در بسیاری از شرکتهای جدید، از جمله برخی از آنها با نام‌های برجسته از صنعت ساخت و ساز و دانشگاهی، روبرو شده‌است.